# 丹麥街

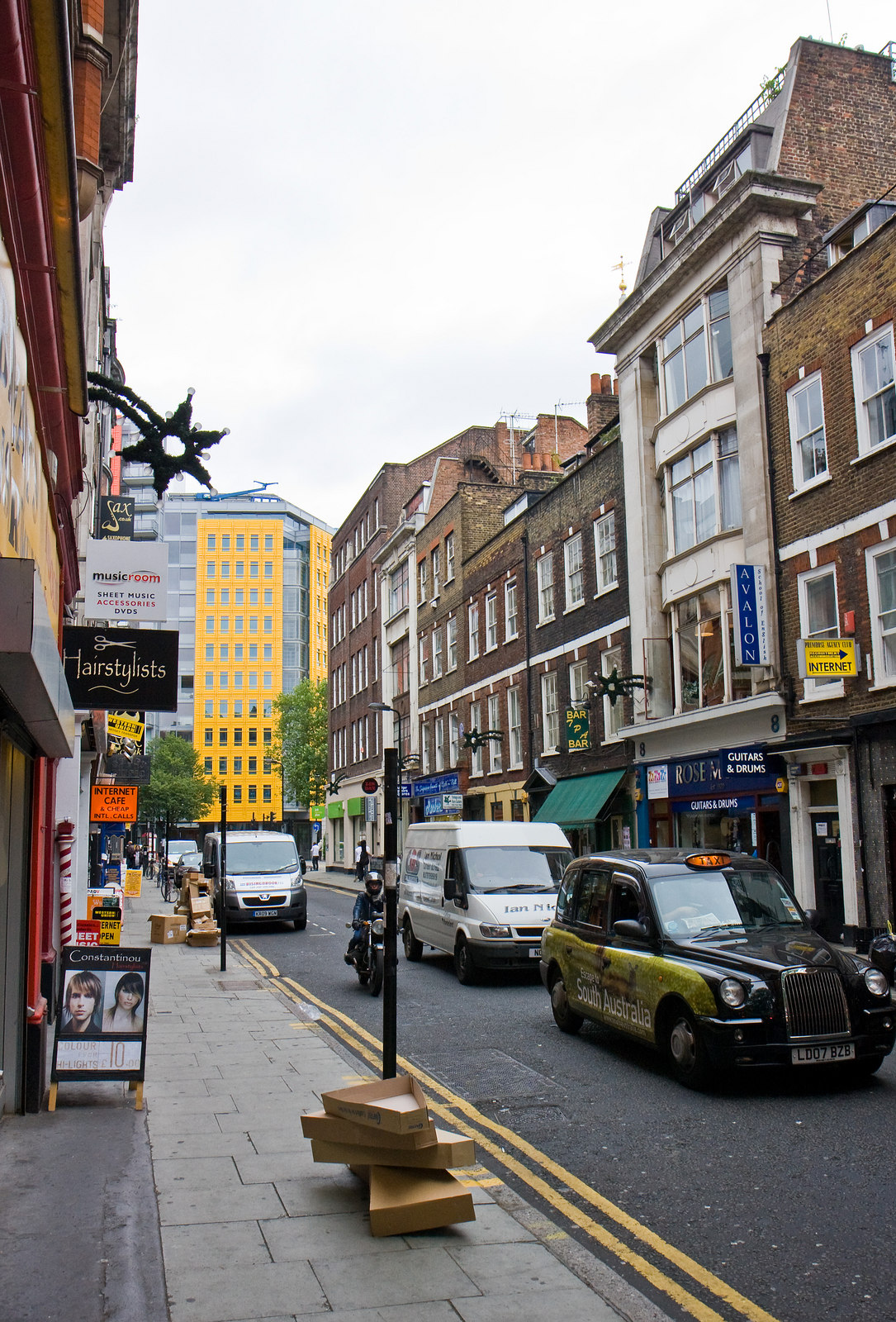
丹麥街（攝於2010年）

丹麥街（英語：Denmark Street）是位於英國倫敦西區的一條街道，自查令十字至聖吉爾。自1950年代開始，丹麥街就和英國的流行音樂息息相關。丹麥街原本是條住宅街，在19世紀轉型為商業街。1960年代之後，這一帶的唱片和錄音棚蓬勃發展，成為英國流行音樂文化的中心之一。這條街道上有8棟登錄建築。

## 外部連結
- London's Best Music shops – Twenty Something London
- 360° view（页面存档备份，存于）
- London's Tin Pan Alley（页面存档备份，存于） — Danny Baker's Musical History Tour on BBC Radio 2

51°30′55″N 0°07′46″W / 51.51528°N 0.12944°W